# Jüdisches Museum Franken

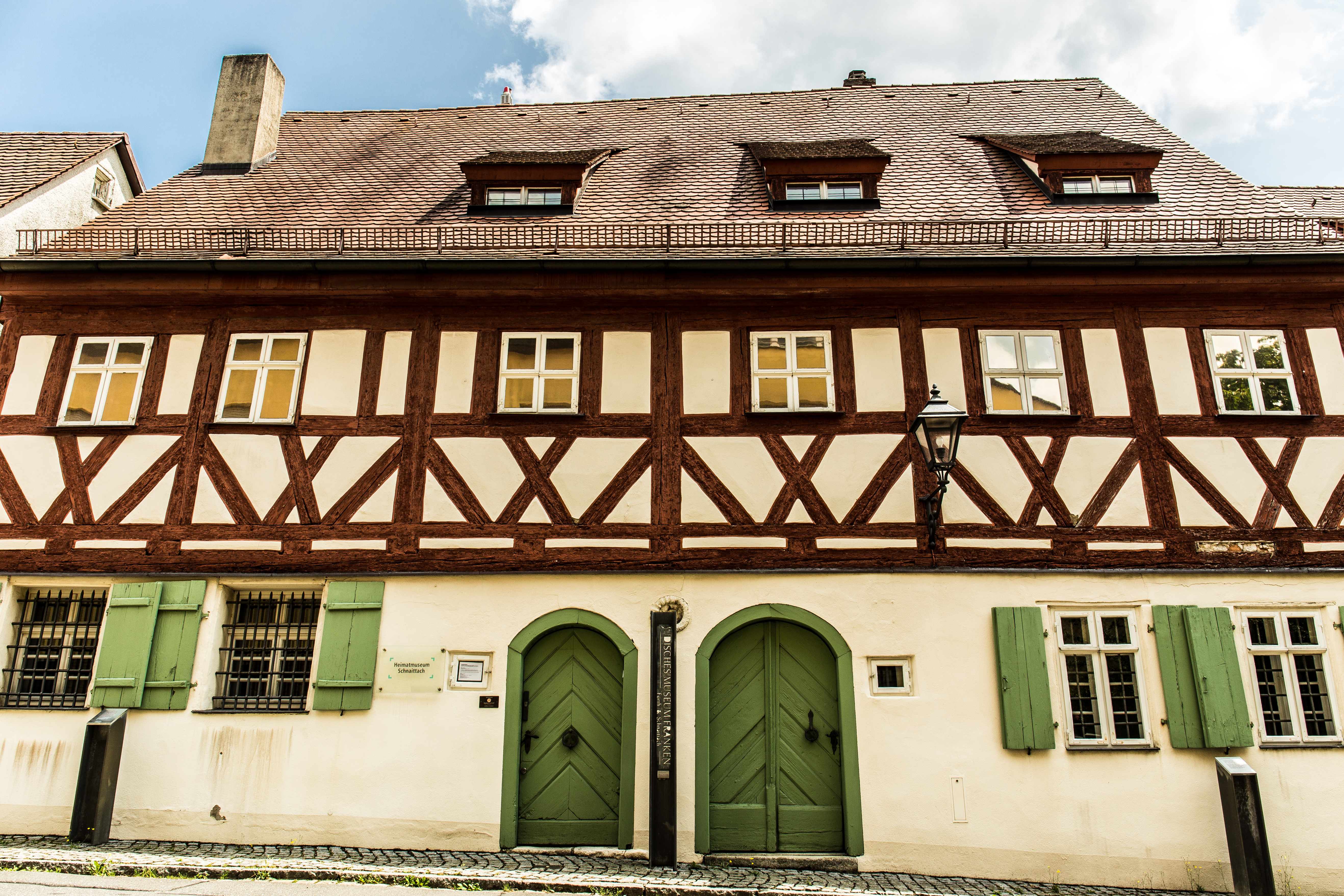
Museumsstandort in Schnaittach

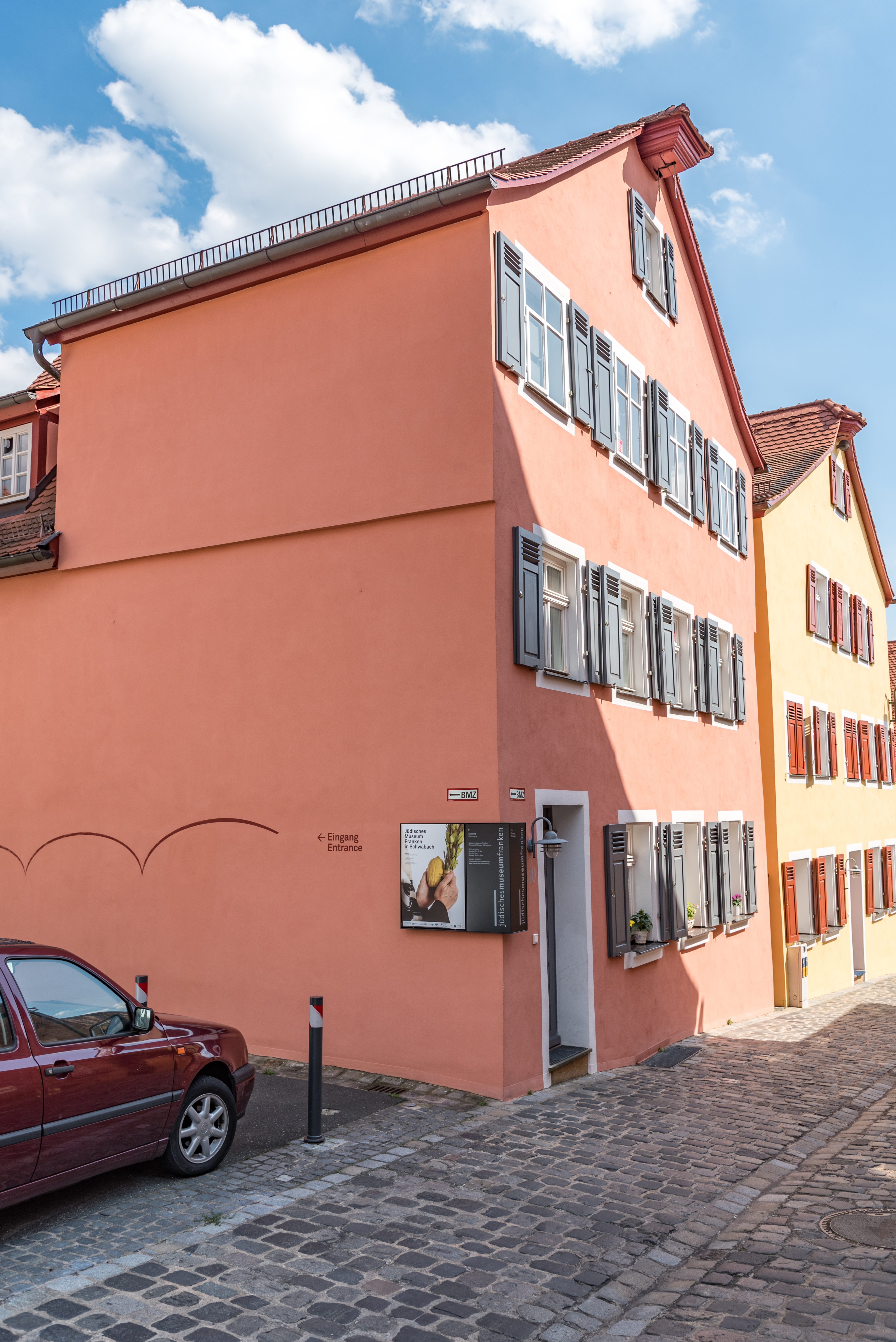
Museumsstandort in Schwabach

Das Jüdische Museum Franken besteht aus drei Standorten in Fürth, Schnaittach und Schwabach. Alle musealen Einrichtungen sind historische Baudenkmäler. Das Jüdische Museum Franken zeigt die Vielfalt fränkisch-jüdischen Lebens von seinen Anfängen bis zur Gegenwart.
Träger des Museums ist ein 1990 gegründeter Verein. Ihm gehören die Mittelfranken-Stiftung des Bezirks Mittelfranken, die Stadt Fürth, der Landkreis Nürnberger Land, der Markt Schnaittach und die Stadt Schwabach an.

## Standort Fürth
Der Hauptstandort des Jüdischen Museums Franken ist in Fürth, Königstraße 89 ▼. Das Jüdische Museum Franken in Fürth zeigt die Bedeutung Frankens als Zentrum jüdischen Lebens in Süddeutschland. Es wurde am 30. September 2017 wegen Bauarbeiten vorübergehend geschlossen.  Die Wiedereröffnung des Museums fand zusammen mit der Einweihung des 900 Quadratmeter großen Erweiterungsbaues am 13. Mai 2018 statt.
Die fränkisch-jüdische Kultur war besonders vielfältig mit eigenen Alltagsgebräuchen, religiösen Ritualen und berühmten Gelehrten. Vom Mittelalter bis heute erzählen Judaica und Alltagsobjekte im Fürther Museum die jüdische Geschichte Frankens.
Der Altbau des Museums gehörte vom 17. bis ins späte 19. Jahrhundert jüdischen Familien. In einer auf dem Dach des Hauses erhaltenen historischen Laubhütte und einer Mikwe spiegeln sich Spuren jüdischen Alltags wider. Dazu bietet das Haus einen Seminarraum, eine Buchhandlung und ein Café.
Der Standort Fürth zählte 2024 14.820 Besucher.

## Standort Schnaittach
Das Jüdische Museum Franken in Schnaittach ▼ wurde in der 1570 erbauten Synagoge mit angegliedertem Rabbinerhaus und Ritualbad eingerichtet. In seiner Dauerausstellung präsentiert das Museum Sachzeugnissen jüdischer Landkultur in Süddeutschland.

## Standort Schwabach
Das Jüdische Museum Franken in Schwabach ▼ wurde Anfang Juni 2015 eröffnet. Das Museum befindet sich in einem ehemals jüdischen Wohnhaus in der Synagogengasse 10. In ihm wurde eine historische Laubhütte mit Wandmalerei aus spätbarocker Zeit entdeckt.
Die Ausstellung vermittelt durch Audiostationen und animierte Filme das jüdische Laubhüttenfest, die Hausgeschichte sowie die jüdische Geschichte Schwabachs. Neben dem Museum kann die Synagogengasse – das einstige jüdische Zentrum Schwabachs – mittels der kostenlosen App auf eigene Faust erkundet werden. Historische Gebäude wie etwa Synagoge, Rabbinerhaus, Lehrhaus und Häuser jüdischer Hoffaktoren und Familien sind bis heute erhalten geblieben.

## Direktoren
| 1995–2003 | Bernhard Purin        |
| 2003–     | Daniela F. Eisenstein |